# Pīr Lūjeh
Pīr Lūjeh (persiska: پیر لوجه) är en ort i Iran.   Den ligger i provinsen Östazarbaijan, i den nordvästra delen av landet, 400 km nordväst om huvudstaden Teheran. Pīr Lūjeh ligger 1 975 meter över havet och antalet invånare är 114.
Terrängen runt Pīr Lūjeh är kuperad, och sluttar söderut. Runt Pīr Lūjeh är det ganska glesbefolkat, med 43 invånare per kvadratkilometer. Närmaste större samhälle är Sharabīān, 16,1 km norr om Pīr Lūjeh. Trakten runt Pīr Lūjeh består i huvudsak av gräsmarker.